# Rebeliunea lui Monmouth
Rebeliunea lui Monmouth, cunoscută și ca Rebeliunea lui Pitchfork sau Revolta din vest, a fost o tentativă armată organizată de un grup de disidenți protestanți cu scopul de a-l detrona pe regele catolic Iacob al II-lea al Angliei. Regele urcase pe tronul Angliei după moartea fratelui său Carol al II-lea pe 6 februarie 1685. Iacob nu era popular datorită religiei sale catolice și unii protestanți s-au revoltat la ideea unui rege catolic pe tronul Angliei. James Scott, I Duce de Monmouth, fiul nelegitim a lui Carol al II-lea a pretins atunci că era moștenitorul legitim al tronului și a încercat să-l înlocuiască pe Iacob al II-lea. Rebeliunea s-a sfârșit cu bătălia de la Sedgemoor pe 6 iulie, unde rebelii au fost învinși de armata regală condusă de Feversham și Churchill. Monmouth a fost executat pentru trădare pe 15 iulie 1685. Mulți dintre suporterii săi au fost judecați de către judecătorul George Jeffreys și au fost condamnați la moarte s-au deportați. Iacob al II-lea a reușit să-și consolideze puterea și a domnit până în 1688, când a fost detronat printr-o lovitură de stat de către William de Orania în cadrul Revoluției Glorioase.

## Ducele de Monmouth

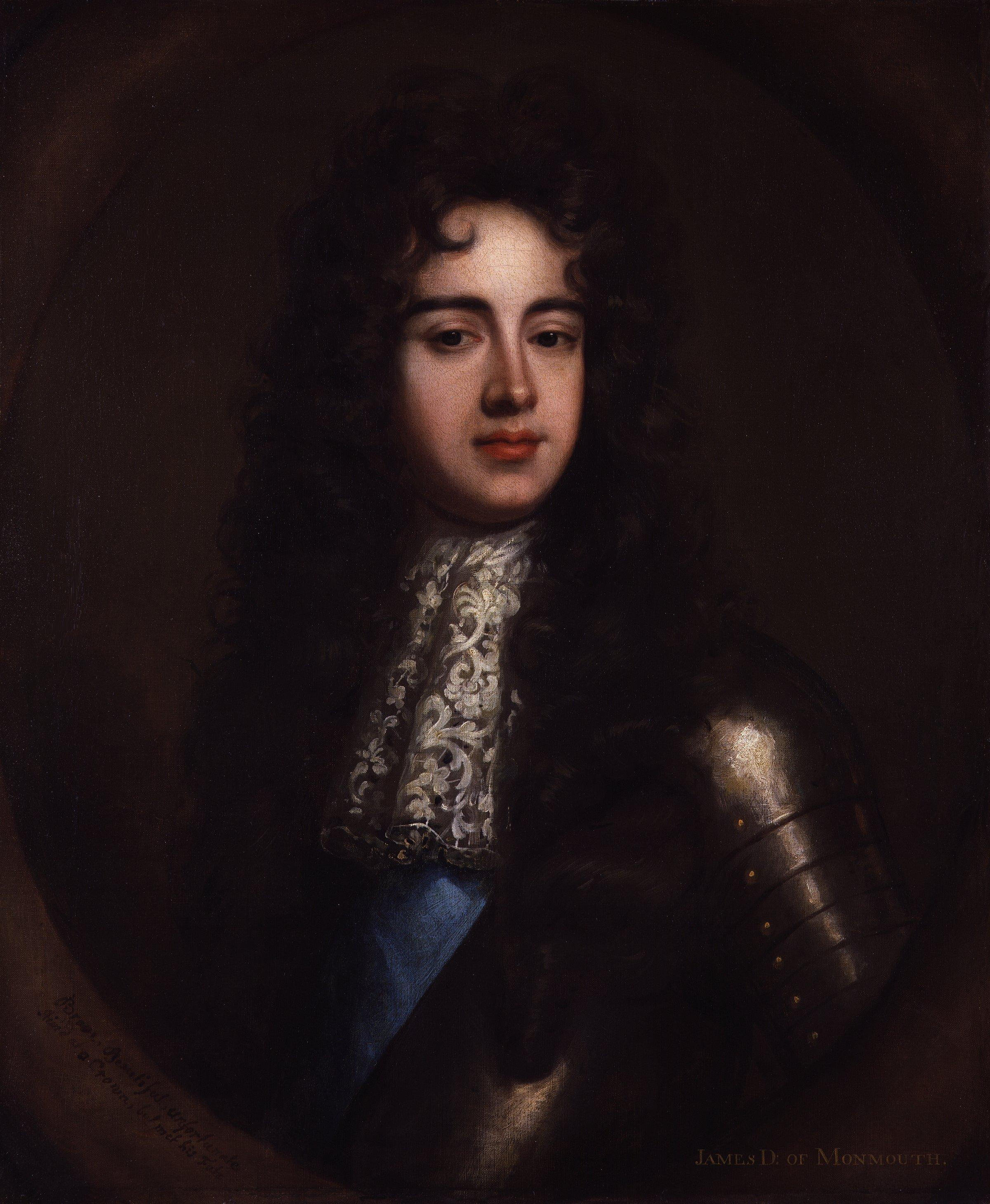
Ducele de Monmouth de William Wissing

Monmouth era fiul nelegitim a lui Lucy Walter și al regelui Carol al II-lea. Se zvonea că Carol al II-lea s-ar fi căsătorit în secret cu Lucy Walter, dar nu exista nici o dovadă despre acest fapt. Carol al II-lea susținuse mereu că singura sa soție fusese Caterina de Braganza. Monmouth era protestant. Numit comandant al armatei britanice de către tatăl său în 1672 și general-căpitan în 1678, a avut câteva victorii în timpul celui de-al treilea război anglo-olandez. Reputația sa militară și religia sa protestantă au făcut din el un personaj popular în Anglia.

## Context
Războiul Civil Englez lăsase resentimente între populație și monarhie în privința pedepselor impuse susținătorilor Commonwealthului. În aria sud-orientală a Angliei se aflau multe localități în care opoziția față de monarhie era puternică. Persista teama pentru un potențial monarh catolic intensificată de eșecul lui Carol al II-lea și al Caterinei de Braganza de a avea copii. Contele de Shaftesbury, fost ministru al guvernului și adversar al catolicismului, încercase să-l excludă pe Iacob de pe linia de succesiune. Unii membri ai Parlamentului l-au propus pe Monmouth ca succesor al lui Carol al II-lea, dar alți membri nu au fost de acord.
În 1681, Monmouth a sprijinit Exclusion Bill (Actul de excludere), un act prin care Parlamentul voia să-l excludă pe Iacob, fratele regelui, de la succesiunea la tronul Angliei în favoarea Ducelui de Monmounth. Carol al II-lea a rezolvat problema prin dizolvarea Parlamentului. Alte două parlamente au fost alese în 1680 și 1681, dar au fost dizolvate pentru același motiv. După eșecul complotului destinat să-i asasineze pe Carol al II-lea și Iacob, Rye House Plot, Monmouth s-a auto exilat în Țările de Jos la Haga unde și-a adunat susținători. În perioada în care Carol al II-lea a rămas pe tron, Monmouth a dus o viață de plăceri la Haga, nutrind încă speranța pentru o aderare pașnică la tron. Dar încoronarea lui Iacob al II-lea la Westminster Abbey pe 23 aprilie 1685, a pus capăt acestei speranțe.

## Rebeliunea

### Planul

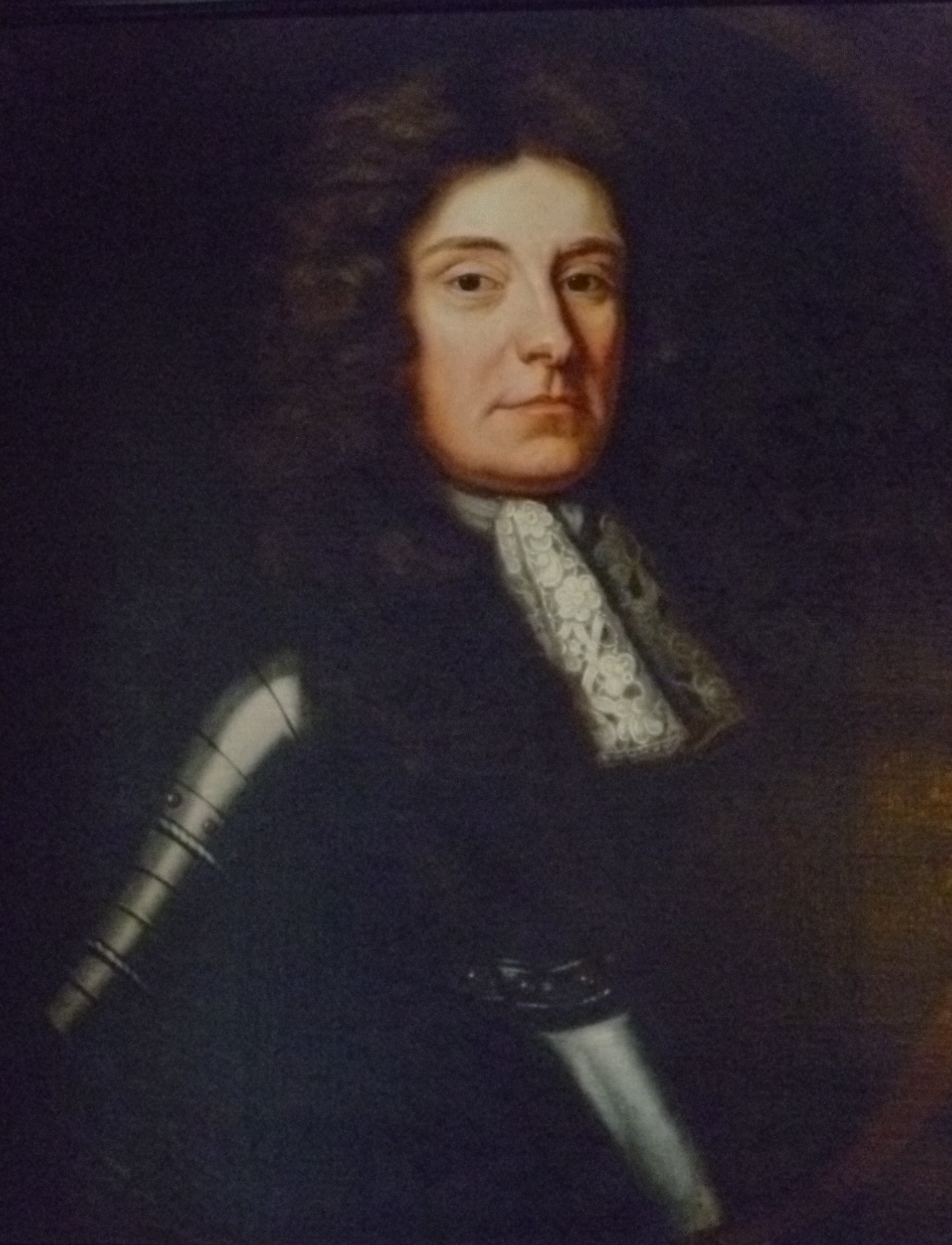
Archibald Campbell, al IX-lea conte de Argyll

Mulți dintre membri partidului Whig care au organizat complotul (Rye House Plot) pentru a-i asasina pe Carol al II-lea și Iacob, se aflau în exil în Olanda. Printre aceștia se găseau personaje importante ca Ducele de Monmouth și Archibald Campbell, conte de Argyll. Totuși acest grup nu era omogen și organizat. La urcarea pe tron a lui Iacob au decis că a sosit momentul pentru a acționa, dar au pierdut șase luni cu pregătirile. Într-un final au decis că atacul va fi împărțit: o parte comandată de Argyll va debarca în Scoția unde acesta avea mulți prieteni și era sprijinit de Clanul Campbell, iar cealaltă parte condusă de Monmouth își va începe marșul spre Londra din zona occidentală a Angliei unde era popular.
Pentru a aduna fonduri pentru nave și armament, Monmouth, soția și soacra sa au amanetat multe din bunurile lor.

### De la Lyme Regis la Sedgemoore

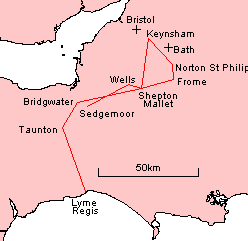
Parcursul armatei lui Monmouth

În luna mai 1685, Monmouth a ridicat ancora și s-a îndreptat spre sud-vestul Angliei, o regiune în care protestantismul era adânc înrădăcinat. Dispunea de trei nave, patru tunuri și 1500 de muschete. A debarcat cu 82 de oameni printre care se aflau Ford Grey, I conte de Tankerville, Nathaniel Wade și Andrew Fletcher. Sosiți la Lyme Regis în Dorset în 11 iunie, grupul număra 300 de oameni. Aici cu o lungă proclamație pregătită de Ferguson, a fost proclamat rege.
Iacob al II-lea fusese informat în prealabil de către serviciile sale secrete despre complotul lui Monmouth și știa despre plecarea navelor sale din Olanda de cel puțin zece zile. Primarul orașului, Gregory Alford a informat milițiile locale și a trimis imediat doi ofițeri vamali la Londra, care au sosit pe 13 iunie după ce au parcurs călare 322 de kilometri. Pentru a face față rebeliunii lui Monmouth, John Churchill a primit comanda trupelor regelui în timp ce operațiunile au fost conduse de contele Feversham.
În următoarele zile au continuat să sosească voluntari, astfel pe 15 iunie Monmouth dispunea de 1000 de oameni. Pe 13 iunie pierduse doi dintre susținătorii săi aflați la conducere: Dare și Fletcher au avut o dispută în privința unui cal de rasă oferit de suporterii locali. Fletcher l-a ucis pe Dare, apoi a fost arestat și dus pe nava Helderenberg.
Pe 14 iunie s-a ciocnit cu miliția din Dorset la Bridport. Încăierarea s-a terminat cu retragerea lordului Grey și a oamenilor săi. Mulți dintre milițieni au dezertat și s-au alăturat armatei lui Monmouth. După această confruntare Lordul Albermarle a condus forțele regaliste din Exeter spre trupele Ducelui de Somerset, ce se apropiau de Lyme Regis din direcția opusă.

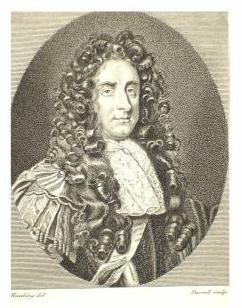
Louis de Duras, al II-lea conte de Feversham

În loc să mărșăluiască spre Londra, Monmouth s-a îndreptat spre Somerset în nord. În 15 iunie s-a confruntat cu miliția din Axminster și a preluat controlul orașului. Alți recruți s-au alăturat armatei sale dezorganizate, care număra acum aproape 6000 de oameni și era în mare parte compusă din nonconformiști, artizani și țărani înarmați cu uneltele lor agricole (furci și cuțite); unul din membri acestei mulțimi era tânărul Daniel Defoe.
Monmouth l-a denunțat din nou în public pe rege la Chard și pe 20 iunie 1685 la Taunton a decis împotriva voinței unora dintre susținătorii săi republicani, să se autoproclame rege. Este încoronat, iar Corporația din Taunton este silită să asiste cu speranța de a încuraja sprijinul populației locale. La Taunton lui Monmouth i se alătură alți 800 de oameni. Între timp dragonii regelui sub comanda lui Churchill, continuau să se apropie de armatele lui Monmouth și au sosit la Chard pe 19 iunie. Cu ajutorul milițiilor locale aceștia au încercat să-i oprească pe noii recruți ce soseau în Taunton pentru a se alătura lui Monmouth. Între timp Feversham cu forțele sale s-a mutat la Bristol, pornind de la premisa că aceasta era următoarea țintă a lui Monmouth și a preluat comanda campaniei. Monmouth cu armatele sale s-a îndreptat apoi spre nord prin Bridgwater și și-a stabilit reședința la castelul Bridgwater (21 iunie), apoi la Glastonbury (22 iunie) și la Shepton Mallet (23 iunie). Între timp Marina Regală Britanică a capturat navele lui Monmouth, tăindu-le orice speranță de fugă spre continent în cazul unui eșec. Forțele regaliste ale lui Churchill care se aflau la Chard și cele ale lui Feversham din Bristol au primit noi întăriri.

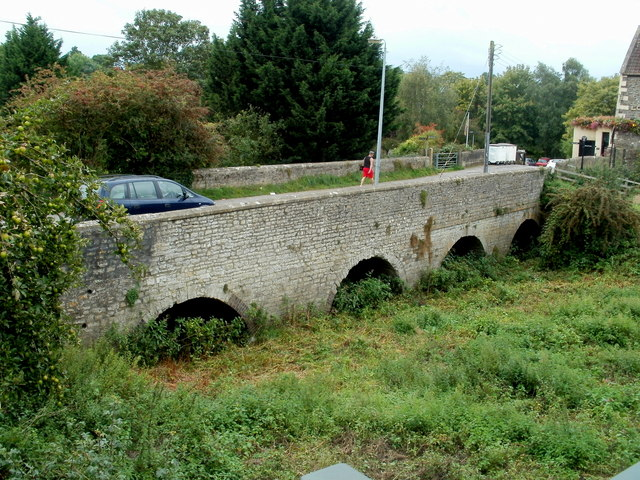
Vechiul pod Keynsham într-o fotografie din 2011. Cursul râului a fost deviat în anii succesivi rebeliunii, în timpul căreia apele râului curgeau pe sub pod.

Pe 24 iunie armata lui Monmouth a ridicat tabăra la Pensford și un mic grup al forțelor lui s-a confruntat cu milițiile din Gloucester pentru a prelua controlul asupra orașului Keynsham pe râul Avon. Monmouth intenționa să atace orașul Bristol (cel mai mare și important oraș după Londra în acea vreme). Dar a auzit că fusese ocupat de Henry Somerset, I Duce de Beaufort. Mai mulți istorici au speculat că dacă Monmouth ar fi mărșăluit spre Bristol în acel moment când era apărat doar de milițiile din Gloucestershire, el probabil ar fi fost în măsură să cucerească orașul, iar rezultatul final al rebeliunii ar fi fost foarte diferit. Odată ce Bristol ar fi fost luat, mai mulți recruți ar fi fost atrași de rebeliune și un marș spre Londra ar fi fost posibil.
Monmouth a părăsit apoi sediul de la Keynsham Abbey și s-a mutat la Bath care era ocupat de trupe regaliste, ceea ce făcea imposibilă intrarea în oraș. 

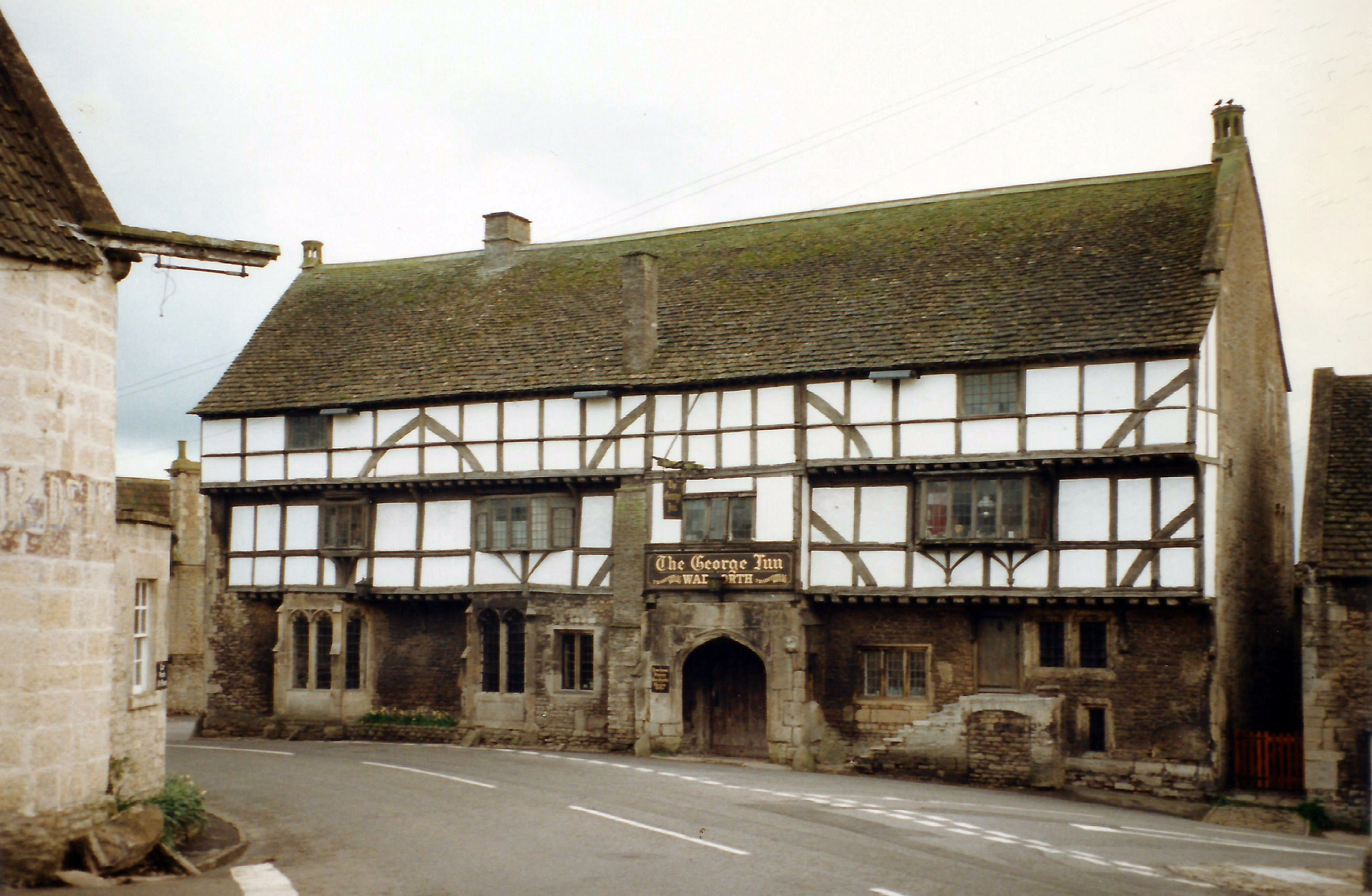
Taverna George Inn din Norton St. Philips, Somerset

A înființat cartierul general la Philips Norton (Norton St. Philips astăzi), unde pe 27 iunie a fost atacat de trupele lui Feversham. Susținătorii lui Monmouth au mărșăluit apoi în timpul nopții spre Frome, în direcția Warminster. Moralul trupelor lui Monmouth a început să se prăbușească aflând știrea despre eșecul revoltei din Scoția. Argyll a debarcat la Campbelltown pe 20 mai și a adunat o mică armată de partizani. Cu toate acestea nu a fost capabil să-i țină uniți în timpul marșului său spre Glasgow. Argyll și ceea ce rămăsese din armata sa au fost capturați la Inchinnan pe 19 iunie, iar Argyll a fost dus la Edinburg, unde a fost executat pe 30 iunie. Alte revolte ce urmau să aibă loc în Cheshire și în estul Angliei nu s-au concretizat.
Rebelii au ajuns la Trowbridge, dar forțele regaliste le-au tăiat calea, iar Monmouth a fost nevoit să se întoarcă spre Somerset, sosind pe 1 iulie la Wells. Soldații săi au deteriorat fațada occidentală a catedralei din Wells, spărgând vitraliile, distrugând orga și mobilierul și folosind-o drept grajd pentru cai. Pe 30 iunie armatele lui Feversham, inclusiv artileria, au sosit, iar Monmouth a fost împins pe Somerset Levels (același unde Alfred cel Mare găsise refugiu împotriva vikingilor) și apoi încercuit la Bridgwater, pe 3 iulie a ordonat oamenilor săi să fortifice orașul.

## Bătălia de la Sedgemoor

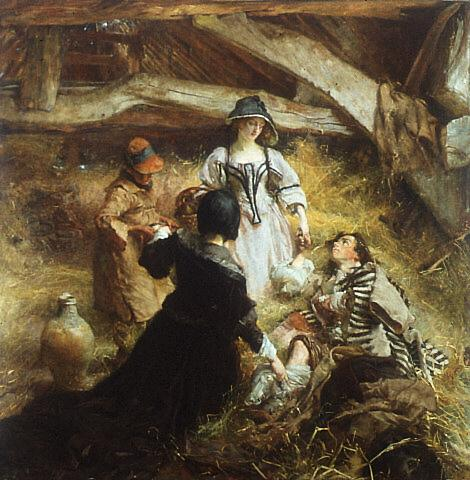
Un susţinător rănit al lui Monmouth a găsit refugiu într-un hambar după bătălie. Pictură de Edgar Bundy

Monmouth a fost în cele din urmă învins în bătălia de la Sedgemoor de către trupele regelui conduse de Feversham și Churchill. După ce a fortificat Bridgwater, a trimis o parte a cavaleriei pentru a colecta șase tunuri de la Minehead. Monmouth plănuise un atac  de noapte, dar un foc de armă declanșat accidental a stricat efectul surpriză. Susținătorii săi neinstruiți sau confruntat cu militari profesioniști și au căzut cu sutele sub bătaia tunurilor și a muschetelor. Numărul de morți în rândurile rebelilor variază între 727 și 2700, în timp ce regaliștii au pierdut 27 de oameni care au fost înmormântați la biserica Sf. Fecioară Maria din Westonzoyland, care a fost folosită drept închisoare pentru soldații rebeli.

## După Sedgemoor

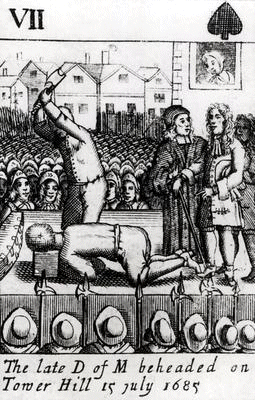
Execuţia lui Monmouth prin decapitare

Monmouth a fugit de pe câmpul de luptă travestit în țăran, dar a fost capturat într-un șanț, pe 8 iulie. În urma arestării sale Parlamentul a votat Act of Attainder (Act de Dezonoare), iar pe 13 iulie Monmouth a fost condamnat la moarte pentru trădare. În ciuda faptului că a cerut să se convertească la catolicism și a cerșit milă unchiului său, a fost executat pe 15 iulie la Tower Hill de către Jack Ketch. Se spune că au fost necesare mai multe lovituri pentru a-i tăia capul (deși unele surse susțin că au fost necesare opt lovituri, sursele oficiale ale Turnului Londrei spun că au fost cinci lovituri în timp ce Charles Spencer în cartea sa Blenheim scrie că au fost șapte). Proprietățile sale de Monmouth și Buccleuch au fost confiscate. 

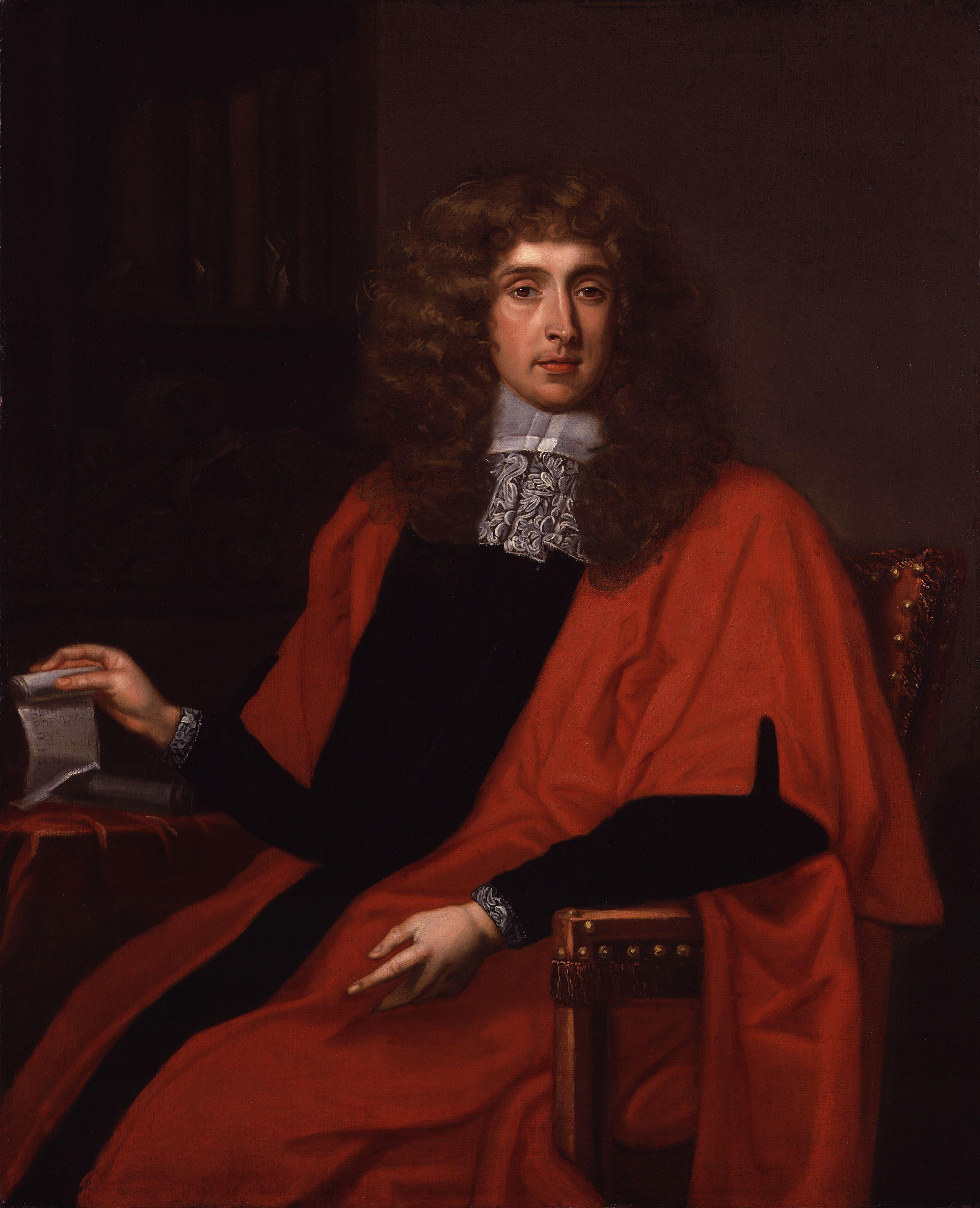
Judecătorul George Jeffreys

Forumurile sângeroase ale judecătorului George Jeffreys au fost o serie de procese în care au fost judecați susținătorii lui Monmouth: 320 de persoane au fost condamnate la moarte și peste 800 au fost deportate în coloniile din Indiile de Vest. Alte persoane care îi ajutaseră în orice fel pe rebeli și-au pierdut pământurile și proprietățile.
Iacob al II-lea a profitat de reprimarea revoltei pentru a-și consolida puterea. A cerut Parlamentului abrogare legilor Test Act și Habeas Corpus Act din 1679. Și-a folosit puterea sa personală pentru a numii catolici în posturi de conducere și pentru a institui o armată permanentă. Parlamentul s-a opus multora dintre inovațiile regelui, iar acesta l-a dizolvat pe 20 noiembrie 1685. În 1688, după nașterea lui James Francis Edward Stuart a deschis posibilitatea unei succesiuni catolice pe tronul Angliei. În cursul Revoluției Glorioase, Iacob al II-lea a fost înlăturat printr-o lovitură de stat condusă de nepotul și ginerele său William de Orania

## Literatură
Rebeliunea lui Monmouth a fost sursă de inspirație pentru mai multe opere de ficțiune:
- Absalom și Ahitofel de John Dryden
- Micah Clarke de Arthur Conan Doyle
- Odiseea căpitanului Blood de Rafael Sabatini